# Route nationale 765
Pour les articles homonymes, voir Route 765.
La route nationale 765 ou RN 765 était une route nationale française reliant le carrefour de la Patte-d'Oie (à Saint-Gervais-la-Forêt, au sud de l'aire urbaine de Blois) à Romorantin-Lanthenay.
À la suite de la réforme de 1972, elle a été déclassée en RD 765.
Depuis la construction de la déviation du bourg de Cellettes en 2016, la traversée de la forêt de Blois a été requalifiée en D 956 jusqu'à Clénord.

## Ancien tracé de la Patte-d'Oie à Romorantin-Lanthenay (D 765)
- La Patte-d'Oie, commune de Saint-Gervais-la-Forêt
- Cour-Cheverny
- Mur-de-Sologne
- Romorantin-Lanthenay

- Traversée de Mur-de-Sologne via la D 765.